# 윌 로스하
윌 로사(Will Rothhaar, 1987년 1월 12일 ~ )는 미국의 배우이다.
뉴욕에서 태어났다.

## 출연 작품
- 벤지 (2018년)
- 대탈주: 디비전 19 (2017년)
- 페일 블루 (2016년)
- 킬링 케네디 (2013년)
- 이대로가 좋다 (1994, I Like It Like That) - 줄리엔 역
- 월드 인베이젼 (2011년) - Cpl. 리 임레이 역
- 라디오 프리 앨브무스 (2010년)
- 열여섯 살의 첫키스 (2009년)
- 저스트 애드 워터 (2008년)
- 킹 오브 캘리포니아 (2007년)
- 비밀과 거짓말의 차이 (2005년)
- 카트 레이서 (2003년) - 왓츠 데이비스 역
- 나우 유 노우 (2002년) - 에디 역
- 하트 인 아틀란티스 (2001년)
- 페일 세이프 (2000년)
- 러브 앤 섹스 (2000년)
- 잭 프로스트 (1998년)
- 버클리로 간 빛의 천사 토니 (1997년)
- 아메리칸 스트레이즈 (1996년)
- 킹 핀 (1996년)

### 텔레비전
- 닥터 퀸 (1995)
- JAG (1995-98)
- 뱀파이어 해결사 (1997)
- 매드 어바웃 유 (1998)
- ER (2001)
- 저징 에이미 (2002)
- CSI: 과학수사대 (2004)
- 크리미널 마인드 (2005)
- 콜드 케이스 (2006)
- 멘탈리스트 (2008)
- 고스트 위스퍼러 (2009)
- 프린지 (2010)
- CSI: 마이애미 (2011)
- CSI: 뉴욕 (2012)
- 라스트 리조트 (2012-13)
- 캐슬 (2014)
- 그림 형제 (2014-15)
- 코드 블랙 (2016)